# حیوانات آمریکایی
حیوانات آمریکایی (انگلیسی: American Animals) فیلمی در ژانر درام جنایی به کارگردانی بارت لیتن است که در ۱ ژوئن ۲۰۱۸ از سوی مووی پس منتشر شد.

## بازیگران
- ایوان پیترز
- بری کیوگن
- بلیک جنر
- جرید ابراهامسن
- اودو کیر
- آن داود